# قتاد مريوطي
القَتَاد المريوطي (باللاتينية: Astragalus mareoticus) نوع نباتي عشبي من جنس القتاد.

## البيئة والانتشار
موطنه المغرب العربي ومصر.